# Вовчок (гризун)
Вовчок (Glis) — рід гризунів, який включає два сучасні види та низку викопних видів.

## Еволюція
Рід Glis виник у середині олігоцену. Він не став звичайним до пліоцену. Відомо, що лише один вид, Glis sackdillingensis, дожив до плейстоцену. Ймовірно, це предок сучасного виду, який з’явився на початку та в середині плейстоцену.
Один попередній вид, Glis truyolsi, був поміщений до роду Myoglis, і було запропоновано, щоб G. apertus, G. galitopouli, G. guerbuezi, G. major, G. transversus також були переміщені туди.